# Murillo el Fruto
Pour les articles homonymes, voir Murillo.
Murillo el Fruto est une ville et une commune de la communauté forale de Navarre (Espagne).
Elle est située dans la zone non bascophone de la province, dans la mérindade d'Olite et à 68 km de sa capitale, Pampelune. Le castillan est la seule langue officielle alors que le basque n’a pas de statut officiel.
Le nom en basque de Murelu Hautsi est non recommandé par l'académie de la langue basque.

## Démographie
| Évolution démographique                                          | Évolution démographique | Évolution démographique | Évolution démographique | Évolution démographique | Évolution démographique | Évolution démographique | Évolution démographique | Évolution démographique | Évolution démographique | Évolution démographique |
| 1996                                                             | 1998                    | 1999                    | 2000                    | 2001                    | 2002                    | 2003                    | 2004                    | 2005                    | 2006                    | 2007                    |
| ---------------------------------------------------------------- | ----------------------- | ----------------------- | ----------------------- | ----------------------- | ----------------------- | ----------------------- | ----------------------- | ----------------------- | ----------------------- | ----------------------- |
| 780                                                              | 755                     | 755                     | 750                     | 751                     | 750                     | 749                     | 748                     | 746                     | 755                     | 742                     |
| Sources: Murillo el Fruto et instituto de estadística de navarra |                         |                         |                         |                         |                         |                         |                         |                         |                         |                         |

### Sources
- (es) Cet article est partiellement ou en totalité issu de l’article de Wikipédia en espagnol intitulé « Murillo el Fruto » (voir la liste des auteurs).